# Elisabetta Amalia d'Assia-Darmstadt
Elisabetta Amalia d'Assia-Darmstadt (Gießen, 20 marzo 1635 – Neuburg an der Donau, 4 agosto 1709) era appartenente alla dinastia regnante sull'Assia-Darmstadt.

## Biografia

### Infanzia
Era figlia di Giorgio II d'Assia-Darmstadt e di Sofia Eleonora di Sassonia. Allevata dalla madre rigorosamente nel credo luterano, fu una principessa d'aspetto avvenente con sorprendenti capelli biondi, che avrebbe mantenuto sino a tarda età. Questo tratto fu da lei trasmesso a due delle figlie, Eleonora Maddalena e Dorotea Sofia, quest'ultima nota in particolare per i suoi capelli biondi.

### Matrimonio
Sposò a Langenschwalbach il 3 settembre 1653 Filippo Guglielmo del Palatinato, più vecchio di lei di vent'anni, il quale aveva sposato in prime nozze la principessa Anna Caterina Costanza Vasa, figlia del re polacco Sigismondo III Vasa, morta nel 1651.
Questo matrimonio fu reso possibile grazie alla mediazione del Langravio Ernesto d'Assia-Rheinfels, e fu reso possibile dalla conversione al cattolicesimo della sposa, che fu compiuta dapprima segretamente e senza la conoscenza o il consenso della sua famiglia. Successivamente, Elisabetta Amalia rinnovò pubblicamente e solennemente l'adesione al suo nuovo credo il 1º novembre 1653 nella chiesa di Sant'Andrea di Düsseldorf, alla presenza del Principe Elettore ed Arcivescovo di Colonia, Massimiliano Enrico.
Il matrimonio, durato 37 anni, fu considerato estremamente felice. Nei primi anni di matrimonio, la coppia visse molto piamente a Düsseldorf, dedicandosi alla creazione ed alla decorazione di chiese e monasteri.

### Ultimi anni e morte
Più tardi, Filippo Guglielmo ed Elisabetta Amalia tornarono a Neuburg, nella cui Cattedrale fu sepolta la Principessa, che sopravvisse al marito quasi 20 anni.

## Ascendenza
|                                    |                         |                                     | Genitori                         |  |  | Nonni |  |  | Bisnonni                    |  |  | Trisnonni         |  |
|                                    |                         |                                     |                                  |  |  |       |  |  | Giorgio I d'Assia-Darmstadt |  |  | Filippo I d'Assia |  |
|                                    |                         |                                     |                                  |  |  |       |  |  | Giorgio I d'Assia-Darmstadt |  |  | Filippo I d'Assia |  |
|                                    |                         | Cristina di Sassonia                |                                  |  |  |       |  |  | Giorgio I d'Assia-Darmstadt |  |  |                   |  |
| Luigi V d'Assia-Darmstadt          |                         |                                     |                                  |  |  |       |  |  | Giorgio I d'Assia-Darmstadt |  |  |                   |  |
|                                    |                         | Maddalena di Lippe                  | Bernardo VIII di Lippe           |  |  |       |  |  |                             |  |  |                   |  |
|                                    |                         | Maddalena di Lippe                  | Bernardo VIII di Lippe           |  |  |       |  |  |                             |  |  |                   |  |
|                                    |                         | Maddalena di Lippe                  | Caterina di Waldeck-Eisenberg    |  |  |       |  |  |                             |  |  |                   |  |
| Giorgio II d'Assia-Darmstadt       |                         | Maddalena di Lippe                  |                                  |  |  |       |  |  |                             |  |  |                   |  |
|                                    |                         | Giovanni Giorgio di Brandeburgo     | Gioacchino II di Brandeburgo     |  |  |       |  |  |                             |  |  |                   |  |
|                                    |                         | Giovanni Giorgio di Brandeburgo     | Gioacchino II di Brandeburgo     |  |  |       |  |  |                             |  |  |                   |  |
|                                    |                         | Giovanni Giorgio di Brandeburgo     | Maddalena di Sassonia            |  |  |       |  |  |                             |  |  |                   |  |
| Maddalena di Brandeburgo           |                         | Giovanni Giorgio di Brandeburgo     |                                  |  |  |       |  |  |                             |  |  |                   |  |
|                                    |                         | Elisabetta di Anhalt-Zerbst         | Gioacchino Ernesto di Anhalt     |  |  |       |  |  |                             |  |  |                   |  |
|                                    |                         | Elisabetta di Anhalt-Zerbst         | Gioacchino Ernesto di Anhalt     |  |  |       |  |  |                             |  |  |                   |  |
|                                    |                         | Elisabetta di Anhalt-Zerbst         | Agnese di Barby                  |  |  |       |  |  |                             |  |  |                   |  |
| Elisabetta Amalia d'Assia-Darmstdt |                         | Elisabetta di Anhalt-Zerbst         |                                  |  |  |       |  |  |                             |  |  |                   |  |
|                                    | Cristiano I di Sassonia | Augusto I di Sassonia               |                                  |  |  |       |  |  |                             |  |  |                   |  |
|                                    | Cristiano I di Sassonia | Augusto I di Sassonia               |                                  |  |  |       |  |  |                             |  |  |                   |  |
|                                    | Cristiano I di Sassonia | Anna di Danimarca                   |                                  |  |  |       |  |  |                             |  |  |                   |  |
| Giovanni Giorgio I di Sassonia     | Cristiano I di Sassonia |                                     |                                  |  |  |       |  |  |                             |  |  |                   |  |
|                                    |                         | Sofia di Brandeburgo                | Giovanni Giorgio di Brandeburgo  |  |  |       |  |  |                             |  |  |                   |  |
|                                    |                         | Sofia di Brandeburgo                | Giovanni Giorgio di Brandeburgo  |  |  |       |  |  |                             |  |  |                   |  |
|                                    |                         | Sofia di Brandeburgo                | Sabina di Brandeburgo-Ansbach    |  |  |       |  |  |                             |  |  |                   |  |
| Sofia Eleonora di Sassonia         |                         | Sofia di Brandeburgo                |                                  |  |  |       |  |  |                             |  |  |                   |  |
|                                    |                         | Alberto Federico di Prussia         | Alberto I di Prussia             |  |  |       |  |  |                             |  |  |                   |  |
|                                    |                         | Alberto Federico di Prussia         | Alberto I di Prussia             |  |  |       |  |  |                             |  |  |                   |  |
|                                    |                         | Alberto Federico di Prussia         | Anna Maria di Brunswick-Lüneburg |  |  |       |  |  |                             |  |  |                   |  |
| Maddalena Sibilla di Hohenzollern  |                         | Alberto Federico di Prussia         |                                  |  |  |       |  |  |                             |  |  |                   |  |
|                                    |                         | Maria Eleonora di Jülich-Kleve-Berg | Guglielmo di Jülich-Kleve-Berg   |  |  |       |  |  |                             |  |  |                   |  |
|                                    |                         | Maria Eleonora di Jülich-Kleve-Berg | Guglielmo di Jülich-Kleve-Berg   |  |  |       |  |  |                             |  |  |                   |  |
|                                    |                         | Maria Eleonora di Jülich-Kleve-Berg | Maria d'Austria                  |  |  |       |  |  |                             |  |  |                   |  |
|                                    |                         | Maria Eleonora di Jülich-Kleve-Berg |                                  |  |  |       |  |  |                             |  |  |                   |  |

## Discendenza
Amalia e Filippo Guglielmo del Palatinato ebbero diciassette figli: